# Kuban, Novopskov
Kuban (în ucraineană Кубань) este un sat în așezarea urbană Biloluțk din raionul Novopskov, regiunea Luhansk, Ucraina.

## Demografie
Componența lingvistică a localității Kuban
     Ucraineană (92,5%)
     Rusă (7,5%)
Conform recensământului din 2001, majoritatea populației localității Kuban era vorbitoare de ucraineană (92,5%), existând în minoritate și vorbitori de rusă (7,5%).